# Casa-Museo Gaudí
La Casa-Museo Gaudí está situada dentro del recinto del parque Güell, en el distrito de Gracia, en Barcelona. Fue la residencia de Antoni Gaudí durante casi veinte años, desde 1906 hasta finales de 1925. El edificio fue proyectado por su discípulo, Francesc Berenguer. En 1963 se inauguró como museo y actualmente acoge una colección de muebles y objetos diseñados por el arquitecto, así como obras de otros colaboradores suyos.

## Historia
A finales del siglo XIX el industrial catalán Eusebi Güell i Bacigalupi, después de una estancia en Inglaterra, a su vuelta a Barcelona quiso realizar una ciudad-jardín para la burguesía catalana, en los terrenos de la finca Can Muntaner de Dalt, y encargó el proyecto a Gaudí, que preveía la construcción de sesenta viviendas con jardín y todos los servicios necesarios. En 1914 las obras se pararon y el proyecto de la urbanización no se acabó nunca.
De las sesenta viviendas previstas se construyeron solo dos: la del doctor Trias i Domènech (obra de Juli Batllevell) y la que en la actualidad es la Casa-Museo Gaudí, que se sumaban a la antigua casa que ya existía en esos terrenos, propiedad del mismo Eusebi Güell, llamada Casa Larrard. La actual Casa-Museo Gaudí se construyó como casa de muestra, que debía servir de reclamo para posibles compradores. Fue proyectada por Francesc Berenguer, un colaborador habitual de Gaudí, y construida por el contratista Josep Pardo i Casanovas. Gaudí firmó el proyecto, ya que Berenguer no tenía el título de arquitecto. Se edificó entre 1903 y 1905, y se puso a la venta pero no salió ningún comprador. 
En 1906 Gaudí compró la casa y se fue a vivir a ella, con su sobrina y su padre. El padre murió aquel mismo año y su sobrina en 1912. A partir de entonces Gaudí vivió solo en la casa hasta finales de 1925, en que se trasladó al taller del Templo Expiatorio de la Sagrada Familia, unos meses antes de su muerte en 1926.
El arquitecto hizo donación de la casa por vía testamentaria a la Junta Constructora del Templo Expiatorio de la Sagrada Familia, que la vendió al matrimonio Chiappo Arietti. En 1960, la asociación de Amics de Gaudí  promovió la compra de la casa a los descendientes del matrimonio para destinarla a museo. El 28 de septiembre de 1963 se inauguró al público y desde entonces ha trabajado para mostrar la figura de Gaudí más allá de su vertiente de arquitecto. En la Casa-Museo Gaudí se muestra la faceta más personal del arquitecto, así como mobiliario y otros elementos diseñados por él y ejecutados bajo su dirección, así como otros objetos y documentos relativos a su vida. Desde el año 1992, la Fundación Junta Constructora del Templo Expiatorio de la Sagrada Familia se hace cargo de la gestión del museo. Como director, destaca la labor de Josep Maria Garrut, en el cargo desde la apertura del museo hasta su muerte en 2008.
Desde octubre de 2020 y hasta marzo de 2022, la casa estuvo provisionalmente cerrada al público debido a la crisis socio-sanitaria provocada por el COVID-19. Tras su reapertura, la casa siguió estando gestionada por la Junta Constructora del Templo Expiatorio de la Sagrada Familia hasta 2024. Tras un histórico acuerdo entre el Ayuntamiento de Barcelona y la Sagrada Familia y pese a que la casa seguirá siendo propiedad de la Junta, como quería Gaudí, la gestión del museo pasó íntegramente a Barcelona Serveis Municipals (B:SM).

## Edificio

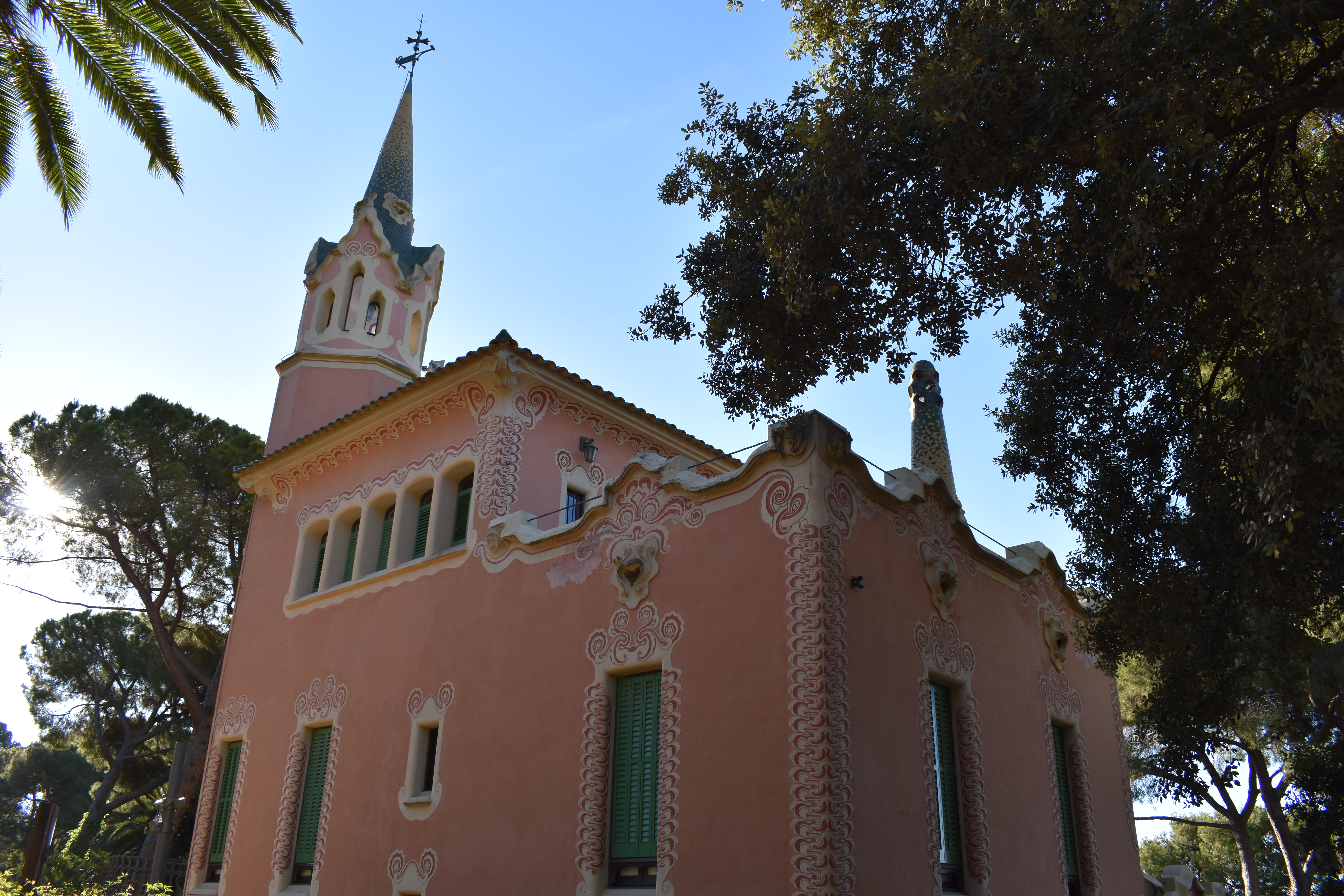
Casa-Museo Gaudí

El edificio consta de tres plantas. La planta baja y la primera son las dedicadas a la exposición y visita del público. El sótano se divide en dos espacios, la actual tienda y la fresquera, que por motivos de seguridad sólo puede visitarse a través de la web. Y en la planta superior se encuentra el mirador de la torre y las oficinas, ambas de uso interno. 
Por lo que respecta a la colección, algunas salas como el dormitorio, el estudio o el cancel de entrada, así como también algunos objetos personales de Gaudí, evocan el recuerdo del arquitecto cuando vivía en esta casa. También se expone una importante muestra de mobiliario diseñado por Gaudí para edificios como la Casa Batlló, la Casa Calvet, la Casa Milà, la Casa Vicens y la cripta de la Colonia Güell, que junto con los elementos de forja diseñados también por el arquitecto —que se exponen en el jardín— son los objetos más valiosos del fondo de la colección. El fondo incluye, además, muebles, esculturas, pinturas, dibujos y otros objetos de colaboradores, que se exponen en las diversas salas del museo.